# Bartłomiej Matysiak
Bartłomiej Matysiak (11 september 1984) is een Pools voormalig wielrenner die in 2017 reed voor Team Hurom.
Hij werd professioneel wielrenner in 2006 en rijdt zijn gehele carrière voor Poolse ploegen. In 2014 werd Matysiak kampioen van Polen.

## Belangrijkste overwinningen
2006
8e etappe Rás Tailteann
2e etappe Baltyk-Karkonosze-Tour
Eindklassement Baltyk-Karkonosze-Tour
2008
Puchar Ministra Obrony Narodowej
2009
6e etappe Koers van de Olympische Solidariteit
2010
Puchar Ministra Obrony Narodowej
2013
Bergklassement Szlakiem Grodów Piastowskich
3e etappe Ronde van Estland
Puchar Ministra Obrony Narodowej
2014
1e etappe Ronde van Małopolska
1e etappe Memorial im. J. Grundmanna J. Wizowskiego
 Pools kampioen op de weg, Elite

## Resultaten in voornaamste wedstrijden
| Jaar | Ronde van Italië | Ronde van Frankrijk | Ronde van Spanje |
| ---- | ---------------- | ------------------- | ---------------- |
| 2014 |                  |                     |                  |
| 2015 | 140e             |                     |                  |
| 2016 |                  |                     |                  |

| Jaar | Milaan-San Remo | Gent-Wevelgem | Amstel Gold Race | Eschborn-Frankfurt |  | WK op de weg |
| ---- | --------------- | ------------- | ---------------- | ------------------ |  | ------------ |
| 2014 |                 |               | opgave           | 10e                |  | opgave       |
| 2015 | 88e             |               | 90e              |                    |  |              |
| 2016 | 106e            | opgave        |                  | 9e                 |  |              |

## Ploegen
- 2006 –  Legia-Bazyliszek
- 2007 –  Legia-TV4
- 2008 –  Legia
- 2009 –  CCC Polsat Polkowice
- 2010 –  CCC Polsat Polkowice
- 2011 –  CCC Polsat Polkowice
- 2012 –  CCC Polsat Polkowice[1]
- 2013 –  CCC Polsat Polkowice
- 2014 –  CCC Polsat Polkowice
- 2015 –  CCC Sprandi Polkowice
- 2016 –  CCC Sprandi Polkowice
- 2017 –  Team Hurom

Banaszek · Brożyna · Černý · Großschartner · Hirt · Honkisz · Kaczmarek · Kiendyś · Kurek · Latoń · Małecki · Marycz · Matysiak · Michajlov · Mrożek · Owsian · Paluta · de la Parte · Paterski · Pluciński · Ponzi · Rebellin · Samojlaw · Stępniak · Stosz · Szmyd · Taciak
Aniołkowski · P. Franczak · W. Franczak · Gutek · Latoń · Matysiak · Migdał · Piaskowy · Sypytkowski · Tomasiak · Warchoł · Sławek (stagiair)